# Josefa Biondi
Josefa Biondi (Rosario, 1916-Buenos Aires, 4 de enero de 2019) fue una política argentina del Partido Peronista Femenino. Fue elegida a la Cámara de Diputados de la Nación Argentina en 1951, integrando el primer grupo de mujeres legisladoras en Argentina con la aplicación de la Ley 13.010 de sufragio femenino. Representó al pueblo de la provincia de Santa Fe entre 1952 y 1955.

## Biografía
Nació en Rosario en 1916. Adhirió al peronismo, trabajó con Eva Perón y militó en el Partido Peronista Femenino, abriendo unidades básicas en diversas localidades de la provincia de Santa Fe.
En las elecciones legislativas de 1951 fue candidata del Partido Peronista en la 14.° circunscripción de la provincia de Santa Fe, siendo una de las 26 mujeres elegidas a la Cámara de Diputados de la Nación Argentina. Fue una de las tres mujeres elegidas en dicha provincia, junto a Isabel Torterola y Josefa Brigada. Asumió el 25 de abril de 1952.
Fue vocal en la comisión de Obras Públicas y completó su mandato en abril de 1955. Fue arrestada tras el golpe de Estado de la autoproclamada Revolución Libertadora. Luego de ser liberada, se exilió en Montevideo (Uruguay).
Regresó a la Argentina y desde entonces residió en Buenos Aires. Ha sido miembro del Círculo de Legisladores de la Nación. En 2012 fue homenajeada por la Cámara de Diputados de la Nación. En 2016 alcanzó los 100 años de edad.
Falleció en enero de 2019.